# Katechese
Katechese (von altgriechisch κατήχησις katḗchēsis) gehört mit Katechismus, Katechet, Katechetik und Katechumene zu den vom Verb κατηχεῖν katēcheín („[mündlich] unterrichten, unterweisen, belehren“) abgeleiteten Fremdwörtern. In diesem Wortfeld ist es die Vorgangsbezeichnung, bedeutet also „(mündlicher) Unterricht“ oder „Unterweisung“. Nicht zu verwechseln ist es mit dem ebenfalls in diesem Umfeld vertretenen Katechon, welches auf das ebenfalls griechische κατέχειν katéchein („aufhalten, hemmen, hinlenken“) zurückgeht. Ursache dieser Verwechslung ist, dass das griechische η (Eta) von den Lateinern wie ε (Epsilon) mit e transkribiert wurde (die Markierung mit Längenzeichen ist eine spätere Erfindung).

## Bedeutungen und Gebrauch
Gebräuchlich ist das Wort Katechese, wie auch seine verwandten Begriffe, beinahe ausschließlich im Bereich der christlichen Kirchen und meint dort die theoretische und praktische Einführung in den christlichen Glauben in der Familie und in speziellen Gemeindeveranstaltungen. Im Gegensatz zum Religionsunterricht, dessen Ziel Wissensvermittlung ist, will die Katechese in die Glaubenspraxis einführen. Sie ist biografiebezogen, handlungsorientiert und zeitlich befristet.
Die Begegnung des Menschen mit Gott, den Jesus Christus verkündigt hat, ist Grundaufgabe der Katechese. Die Beziehung dieses Vatergottes zum Menschen wird ins Zentrum gestellt, so dass der Mensch sich davon tragen lassen und dadurch in seinem Christsein weiterentwickeln kann.
Seit frühkirchlicher Zeit ist Katechese die Vorbereitung auf den Empfang eines Sakramentes, zunächst immer der Taufe, später (röm. katholisch) der ersten Kommunion und der Firmung oder (evangelisch) der aus beiden entwickelten Konfirmation. Zeitweise wurde auch der schulische Religionsunterricht Katechese genannt. Damit war ein spezifisch kirchenbezogenes Konzept verbunden. Im technisch verengten Sinn wird eine einzelne katechetische Einheit, eine (Kinder-)Predigt sowie deren schriftlicher Entwurf mit Lernzielbestimmung, Verlaufsplan, begründetem Einsatz von Medien als Katechese bezeichnet.
Die Hauptzeit der altkirchlichen Taufkatechese war die Fastenzeit, die in mehreren, teilweise feierlich begangenen Etappen zur Taufe in der Osternacht führte. Noch immer spiegeln die Evangelien der fünf Fastensonntage diese taufkatechetische Bestimmung.

## Evangelische Kirche
Katechese im engeren Wortsinn bezieht sich in der evangelischen Kirche insbesondere auf die Konfirmation, die in der Regel durch die Pfarrer bzw. Pfarrerinnen in einem außerschulischen, ein- bis zweijährigen Konfirmationsunterricht (neuerdings: Konfirmandenarbeit) vorbereitet wird.
Hauptamtliche Katecheten der evangelischen Kirchen in Deutschland werden seit 1945 mit einer Vokation zur Erteilung von Religionsunterricht an öffentlichen Schulen nach Art. 7 III 2 GG beauftragt bzw. „berufen“, die in groben Zügen der römisch-katholischen Missio canonica entspricht.

## Römisch-Katholische Kirche
Im katholischen Bereich setzt sich für die Sakramentenpastoral mehr und mehr das Konzept einer mystagogischen Katechese durch, das ist Katechese als Einführung in die gefeierten Glaubensgeheimnisse durch symbolisch-biografische Tiefendeutung.
Am 15. August 1997 veröffentlichte die Kongregation für den Klerus eine Neuauflage des Allgemeinen Direktoriums für die Katechese. Hierin wird Bezug genommen auf die Abfassung eines „Direktoriums für die katechetische Unterweisung des christlichen Volkes“, welches im Rahmen des Zweiten Vatikanischen Konzils angeordnet wurde. Eine erste Auflage wurde von Papst Paul VI. approbiert, deren Promulgation am 11. April 1971 unter dem Namen Directorium catecheticum generale erfolgte.
Mit dem Apostolischen Schreiben „Fides per doctrinam“ in Form eines Motu proprio vom 16. Januar 2013 wurde festgelegt, dass die Zuständigkeit für die Katechese, für die bisher die Kongregation für den Klerus zuständig war, auf den Päpstlichen Rat zur Förderung der Neuevangelisierung übertragen wird. Im gleichen Schreiben wird die entsprechende Neuregelung in der apostolischen Konstitution Pastor Bonus modifiziert.
Hauptamtliche Katecheten der röm. kath. Kirche benötigen zur Ausübung ihrer Tätigkeit eine Missio canonica, dennoch ist der erste Ort der Katechese die Familie. Die Sakramentenkatechese liegt in vielen Pfarreien großenteils in den Händen ehrenamtlicher Katecheten, die keine besondere Ausbildung vorweisen müssen („Gemeindekatechese“).

### Schweiz
In der (deutschsprachigen) Schweiz ist im katholischen Bereich der Begriff „Katechese“ gleichbedeutend mit dem Religionsunterricht, der je nach Kanton als schulisches Pflichtfach oder Wahlangebot in den Räumen der Schule oder aber – wie dem eigentlich Sinn von Katechese entsprechend – in den Räumen der Gemeinde durchgeführt wird.
„Katechet/-in“ bezeichnet entsprechend – wie zumeist in Deutschland auch – haupt- oder nebenamtliche Lehrpersonen für das Fach Religionslehre. Explizit gemeindekatechetische Konzepte, die die Gemeinde und deren Mitglieder auch als Subjekte des Lehr-/Lernprozesses einbeziehen (evangelisch: „Gemeindepädagogik“), gibt es allenfalls im Umfeld der Sakramentenkatechese, am allermeisten innerhalb von Konzepten einer Firmvorbereitung im Jugendalter (Firmung mit/ab 17/18).